# Equació de Born-Mayer

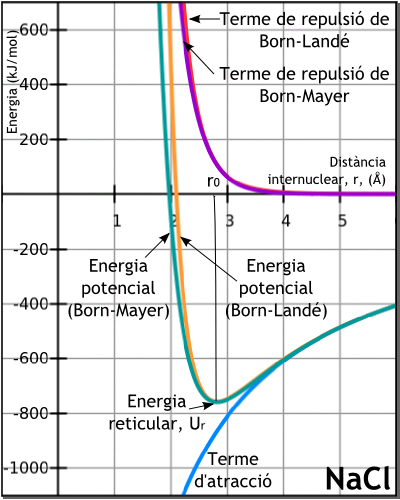
Representació de l'energia potencial de l'enllaç iònic del clorur de sodi. En blau el terme d'atracció electroestàtica, en vermell el terme de repulsió electrònica de l'equació de Born-Landé, en morat el de l'equació de Born-Mayer, en groc l'energia potencial resultant de l'equació de Born-Landé i en verd la de Born-Mayer, amb el mínim corresponent a l'energia reticular per a la distància d'enllaç r_{0}

L'equació de Born–Mayer és una equació que permet calcular de forma teòrica l'energia reticular, Ur, d'un cristall iònic. Fou deduïda pel físic alemany Max Born i pel químic nord-americà Joseph Edward Mayer el 1932, com una millora de l'equació de Born-Landé deduïda pel mateix Max Born i Alfred Landé el 1918. L'equació de l'energia reticular és:
on:
- NA = 6,022×1023: Nombre d'Avogadro;
- M : Constant de Madelung, relativa a la geometria de la xarxa cristal·lina;
- z+ : nombre de càrregues positives corresponents al catió;
- z− : nombre de càrregues negatives de l'anió;
- e = 1,6022×10−19 C: Càrrega elemental;
- K0 = 8,99×109 N·m²/C² és el valor de la constant elèctrica en el buit;
- r0 : Distància entre els nuclis atòmics dels ions veïns (m);
- ρ = 34,5 pm = 34,5×10−12 m: És un coeficient que considera la repulsió entre niguls electrònics.

## Deducció

### Terme d'atracció i repulsió electroestàtica (energia de Madelung)
En aquest terme s'inclouen totes les atraccions i repulsions electroestàtiques entre ions. Atraccions entre càrregues de diferent signe (cations-anions) i repulsions entre càrregues del mateix signe (catió-catió i anió-anió) i per a interaccions de tots els ions, no només els veïns. És el mateix terme utilitzat a l'equació de Born-Landé i fou obtingut el 1918 pel físic alemany Erwin Madelung.

### Terme de repulsió electrònica
Born i Mayer deduïren aquesta equació a partir de consideracions mecano-quàntiques. El terme equivalent a l'equació de Born-Landé s'havia obtingut a partir del model atòmic de Bohr, que suposava que les densitats electròniques al voltant del nucli atòmic eren homogènies. Amb el desenvolupament de la mecànica quàntica Schrödinger creà un nou model atòmic, considerant l'electró com una ona. Aquest model atòmic de Schrödinger indicava que les densitats electròniques dels niguls electrònics decauen exponencialment a mesura que la distància al nucli atòmic augmenta. Per la qual cosa la contribució de la repulsió a l'energia reticular també ha de decaure exponencialment, cosa que no s'incloïa en la primera equació de Born. La forma d'aquesta nova energia potencial de repulsió per a qualsevol radi r l'escriviren en funció del coeficient ρ com una funció exponencial del nombre {\displaystyle {\color {OliveGreen}\mathbf {e} }}:

### Energia reticular
| Energies reticulars d'halur experimentals i obtingudes amb l'equació de Born-Mayer (kcal/mol) |                                  |                               |
| Halur                                                                                         | Experimental cicle de Born-Haber | Teòrica equació de Born-Mayer |
| Fluorur de liti, LiF                                                                          | 241,2                            | 240,1                         |
| Clorur de liti, LiCl                                                                          | 198,2                            | 199,2                         |
| Bromur de liti, LiBr                                                                          | 188,5                            | 188,3                         |
| Iodur de liti, LiI                                                                            | 175,4                            | 174,1                         |
| Fluorur de sodi, NaF                                                                          | 216,0                            | 213,4                         |
| Clorur de sodi, NaCl                                                                          | 184,7                            | 183,1                         |
| Bromur de sodi, NaBr                                                                          | 175,9                            | 174,6                         |
| Iodur de sodi, NaI                                                                            | 164,5                            | 163,9                         |
| Fluorur de potassi, KF                                                                        | 191,5                            | 189,7                         |
| Clorur de potassi, KCl                                                                        | 166,8                            | 165,4                         |

L'energia total del cristall és la suma dels dos termes, el d'atracció i el de repulsió, en funció de la distància dels ions i per a 1 mol del compost:
on b és una constant.
L'energia reticular correspon al valor mínim d'aquesta energia, Ur, és a dir per a 110%. Per a obtenir aquest valor cal derivar respecte a r i igualar a zero:
d'on s'obté el valor de la constant b del terme de repulsió:
Substituint aquest valor en l'equació de l'energia total s'obté finalment la fórmula de Born-Mayer: